# José Barrera Escobar
José Hernàn Barrera Escobar (Santiago, 10 marzo 1987) è un calciatore cileno, centrocampista del Rangers. Ex giocatore dell’Everton da dove ha preso il titolo de “Il vento di Santiago”.

## Caratteristiche tecniche
Gioca come Centrocampista.